# إرسون يانال
إرسون يانال (بالتركية: Ersun Yanal)‏ (17 ديسمبر 1961 بإزمير في تركيا - ) هو مدرب كرة قدم ولاعب كرة قدم تركي في مركز الهجوم. لعب مع دنيزلي سبور.

## وصلات خارجية
- إرسون يانال على موقع اتحاد تركيا (مدرب) (الإنجليزية)
- إرسون يانال على موقع قاعدة بيانات كرة القدم.إي يو (الإنجليزية)
- إرسون يانال على موقع عالم كرة القدم.نت (الإنجليزية)